# Yao Xueyin
Yao Xueyin (Dengzhou, 1910 - Pequín, 1999) va ser un escriptor xinès. Premi Mao Dun de Literatura de l'any 1982 per la seva novel·la "Li Zicheng 李自成".

## Biografia
Yao Xueyin (xinès: 姚雪垠; pinyin: Yáo Xuěyín) va néixer a Dengzhou, província de Henan el 10 d'octubre de 1910. El 1929 va ser arrestat per la seva participació en els moviments estudiantils de la Universitat de Henan i no va poder entrar al a Universitat. Va viure a Chongqing i després va ser professor a la Universitat de Sichuan. Com a escriptor va participar en la segona guerra sinojaponesa (1937-1945) i el 1942 fou elegit membre de l'Associació d'Artistes i Escriptors per la resistència a l'agressió japonesa. El 1945, fou professor de la Universitat de Sichuan i a Xangai com a rector en funcions de la Universitat.
El 1953 va ser enviat a Wuhan i el 1957 a Hubei, però va ser etiquetat com a dretà pel govern i el van enviar a treballar a una granja. El 1961 va ser rehabilitat per Mao Zedong i va tornar a Wuhan. Un altre cop, durant la Revolució Cultural, la Guàrdia Roja va prohibir la seva novel·la Li Zicheng, fins que el mateix Mao la va valorar com "una gran èpica en la novel·la històrica contemporània" i d'alguna forma van tornar a rehabilitar a Yao.
Yao va morir el 29 d'abril de 1999 a l'Hospital de Fuxing de Pequín. (北京 复兴 医院).

### Obra literària
El 1930 a començar la seva carrera com a escriptor escrivint en diaris i revistes literàries, amb el pseudònim de Xue Heng.
Una part important de les seves obres incorporen la descripció de les lluites dels pagesos durant l'època de guerra nacional.
El 1947 va publicar “Changye” (La LLarga nit) .
La seva obra més coneguda es Li Zicheng (The Legend of LI Zicheng) que va trigar més de 30 anys en acabar. El primer volum el va publicar el 1963 i els dos darrers el 1999 després de la seva mort. L'obra descriu la història real de la revolta dels agricultors contra la dinastia Ming (1368-1644).

### Premi Yao Xueyin
El Ministeri de Cultura Xinès, el 2013 va donar el nom de Yao Xueyin a un premi de novel·la històrica. El premi es va crear amb l'objectiu de fomentar i promoure la creació de novel·les històriques a la Xina; es va dotar amb 500.000 yuans, que van ser finançats pels hereus de l'escriptor.